# Université Kaplan
L'université Kaplan (en anglais : Kaplan University ou KU) est une université américaine située à Davenport dans l'Iowa. La majorité de ses enseignements se fait à distance.

## Source
- (en) Cet article est partiellement ou en totalité issu de l’article de Wikipédia en anglais intitulé « Kaplan University » (voir la liste des auteurs).